# Medetera extranea
Medetera extranea är en tvåvingeart som först beskrevs av Becker 1922.  Medetera extranea ingår i släktet Medetera och familjen styltflugor. Inga underarter finns listade i Catalogue of Life.